# Bradysia confinis
Bradysia confinis är en tvåvingeart som först beskrevs av Johannes Winnertz 1867.  Bradysia confinis ingår i släktet Bradysia och familjen sorgmyggor.
Artens utbredningsområde är Tyskland. Arten är reproducerande i Sverige. Inga underarter finns listade i Catalogue of Life.